# Мархтренк
Мархтренк град је у Аустрији, смештен у северозападном делу државе. Значајан је град у покрајини Горња Аустрија, где припада округу Велс-Земља.

## Природне одлике
Мархтренк се налази у северозападном делу Аустрије, 210 км западно од Беча. Главни град покрајине Горње Аустрије, Линц, налази се 30 km североисточно од града.
Град Мархтренк се смесито у долини реке Траун. Околина града је валовитог карактера. Надморска висина града је око 300 m.

## Становништво
| 1971. | 1981. | 1991.  | 2001.  | 2011.  |
| ----- | ----- | ------ | ------ | ------ |
| 8.873 | 9.416 | 10.369 | 11.274 | 12.276 |

Данас је Мархтренк град са око 12.000 становника. Последњих деценија број становника града се повећава.